# Sciara marcilla
Sciara marcilla är en tvåvingeart som beskrevs av Frederick Wollaston Hutton 1902. Sciara marcilla ingår i släktet Sciara och familjen sorgmyggor. Inga underarter finns listade i Catalogue of Life.